# Синицкий, Даниил Александрович
Даниил Александрович Синицкий (1835—1907/1908) — церковный историк и краевед Подолья; педагог, директор Фундуклеевской и Киево-Подольской гимназий.

## Биография
Родился 11 (23) ноября 1835 года.
В 1857 году окончил Подольскую духовную семинарию, в 1861 году — Киевскую духовную академию.
Исследовал историю Подольской духовной семинарии и Троицкого монастыря в Каменце-Подольском: «Исторические сведения о Подольской духовной семинарии» (Каменец-Подольск, 1866. — 79 с.); «Каменецкий Свято-Троицкий первоклассный монастырь: Исторический очерк» (Каменец-Подольск: тип. Подольск. губ. упр., 1868. — [2], 76 с.). Публиковался в газете «Подольские епархиальные ведомости».
Был учителем 1-й Киевской гимназии.
С 1 сентября 1882 года был инспектором народных училищ Киевского учебного округа; с 1896 года — действительный статский советник. С 31 марта 1897 года был директором Фундуклеевской и Киево-Подольской гимназий.
Умер 21 декабря 1907 (3 января 1908) года.